# AvHoFlu Rio Xingu (H-13)
O AvHoFlu Rio Xingu (H-13), é um aviso hidroceanográfico fluvial da classe Rio Tocantins, pertencente à Marinha do Brasil. Seu nome é em homenagem ao rio de mesmo nome. Foi encomendado em 26 de maio 2011 para suprir a vaga deixada pela aposentadoria da classe Paraibano. Teve sua quilha batida em 5 de novembro de 2011, sendo batizado e comissionado em 29 de janeiro de 2013. Atualmente encontra-se em serviço ativo.